# Cremenaga
Cremenaga je italská obec v provincii Varese v oblasti Lombardie. Leží na hranicích se Švýcarskem.
K 31. 12. 2012 zde žilo 777 obyvatel.

## Sousední obce
Cadegliano-Viconago, Cugliate-Fabiasco, Luino, Monteggio (Švýcarsko), Montegrino Valtravaglia

## Vývoj počtu obyvatel
Zdroj: 